# Гайлігенрот
Гайлігенрот (нім. Heiligenroth) — громада в Німеччині, розташована в землі Рейнланд-Пфальц. Входить до складу району Вестервальд. Складова частина об'єднання громад Монтабаур.
Площа — 6,01 км2. Населення становить 1408 ос. (станом на 31 грудня 2020).

## Галерея

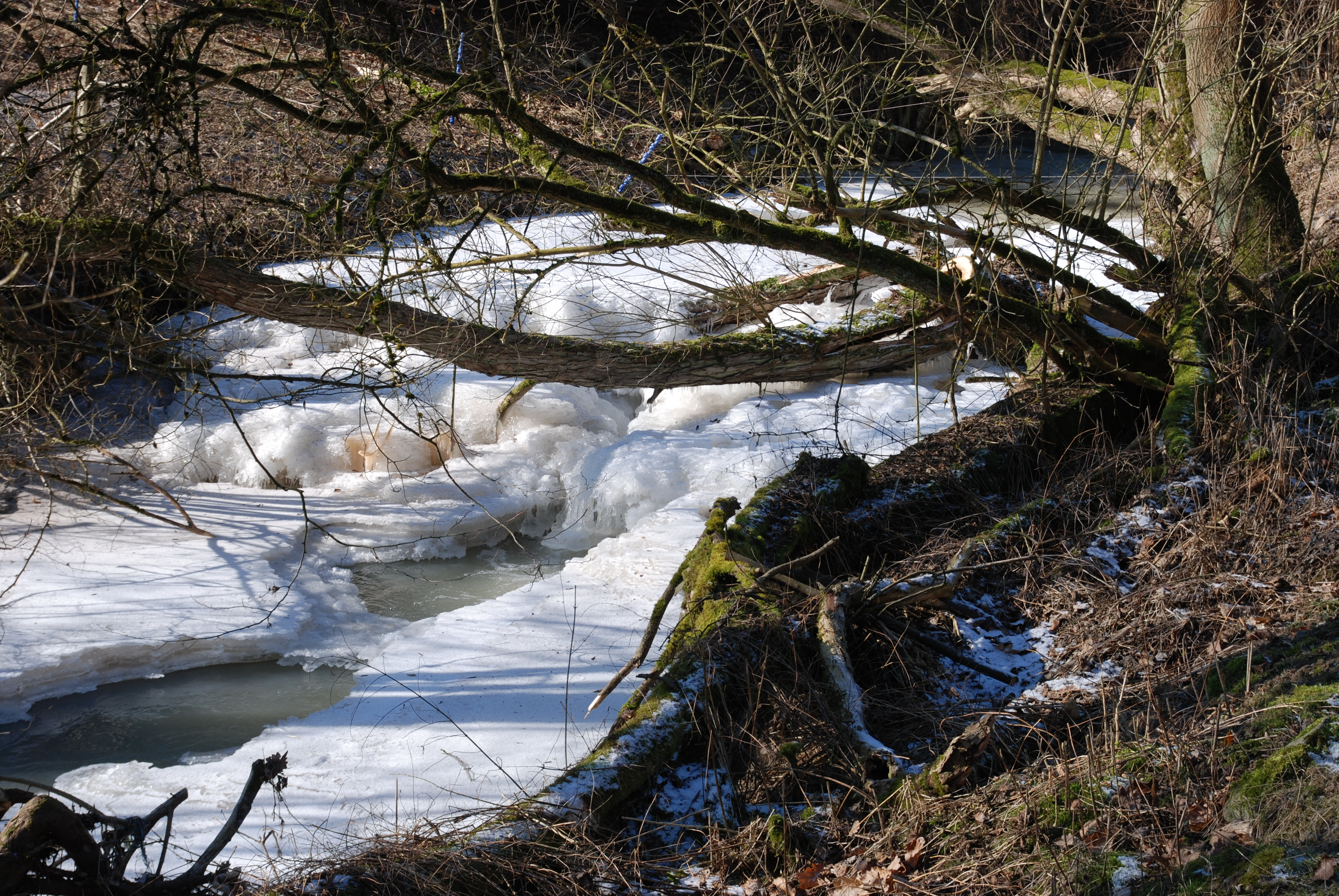